# Antonio Vivaldi

Chữ ký của Vivaldi.

Antonio Lucio Vivaldi (tiếng Ý: [anˈtɔːnjo ˈluːtʃo viˈvaldi]; 4 tháng 3 năm 1678 – 28 tháng 7 năm 1741) là một nhà soạn nhạc người Ý thời kỳ Baroque, nghệ sĩ vĩ cầm bậc thầy, giảng viên âm nhạc đồng thời là một linh mục. Sinh ở Venice, ông được đánh giá là một trong những nhà soạn nhạc vĩ đại nhất thời kỳ Baroque, trong suốt cuộc đời ông, sức ảnh hưởng của ông lan rộng trên khắp châu Âu. Ông thường được biết đến với các concerto viết cho nhiều nhạc cụ, cho violon và nhiều nhạc cụ khác, cũng như các bản hợp xướng cho nhà thờ và hơn bốn mươi vở opera. Ông nổi tiếng với bộ concerto cho vĩ cầm mang tên Bốn mùa (Le quattro stagioni).
Nhiều tác phẩm của ông được viết cho hợp xướng nữ tại Ospedale della Pietà, một nhà tình thương nơi Vivaldi ở trong khoảng thời gian năm 1703-1715 và 1723-1740 khi ông được thụ phong là linh mục Công giáo. Ông cũng có một số thành tựu khi dựng các vở opera lớn ở Venice, Mantua và Viên. Sau cuộc gặp gỡ với Hoàng đế Charles VI, Vivaldi chuyển đến Viên với hy vọng được thăng tiến. Tuy nhiên, vị hoàng đế này mất sau khi Vivaldi chuyển đến một thời gian ngắn và chính Vivaldi cũng mất chưa đầy một năm sau đó trong cảnh bần cùng.
Sau cái chết của ông, âm nhạc của ông đã đi vào quên lãng cho đến khi được hồi sinh mạnh mẽ vào thế kỷ 20. Ngày nay, ông được xếp vào một trong những nhà soạn nhạc baroque nổi tiếng nhất và được nhiều người thu âm nhất, chỉ đứng sau Johann Sebastian Bach, người cũng chịu ảnh hưởng sâu sắc của Vivaldi.

## Cuộc đời

### Thời thơ ấu

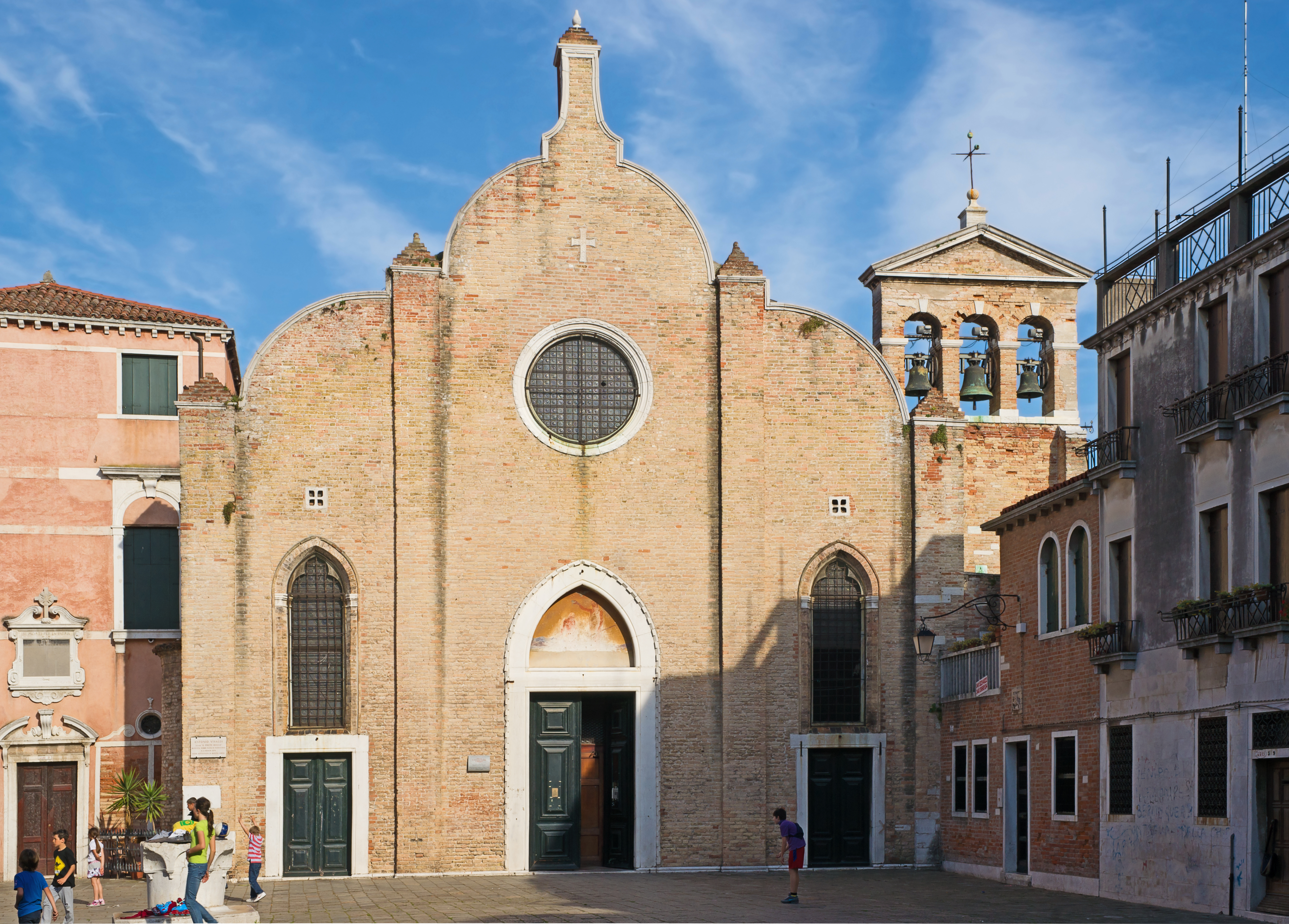
Nhà thờ nơi Vivaldi được rửa tội: San Giovanni Battista ở Bragora, Sestiere di Castello, Venice

Antonio Lucio Vivaldi sinh năm 1678 tại Venice, dưới thời Cộng hòa Venice. Ông được bà đỡ rửa tội tại nhà ngay sau khi ra đời, do vậy mọi người tin rằng cuộc đời của ông sẽ bị đe dọa theo một cách nào đó. Không chắc chắn lắm, nhưng việc một đứa trẻ được rửa tội ngay lập tức sau khi sinh chỉ xảy ra vì một trong hai lý do: sức khỏe yếu hoặc do ngày đứa trẻ sinh ra thì thành phố có động đất. Có thể vì lý do đó mà mẹ của Vivaldi đã hiến cuộc sống của đứa con mình cho tôn giáo thông qua việc làm linh mục. Lễ rửa tội chính thức tại nhà thờ của Vivaldi diễn ra hai tháng sau đó.
Theo thông tin trong sổ đăng ký của San Giovanni tại Bragora, bố mẹ của Vivaldi là ông Giovanni Battista Vivaldi và bà Camilla Calicchio. Vivaldi có năm anh chị em ruột: Margarita Gabriela, Cecilia Maria, Bonaventura Tomaso, Zanetta Anna và Francesco Gaetano. Giovanni Battista là thợ cắt tóc trước khi trở thành một nghệ sĩ violin chuyên nghiệp. Ông dạy Vivaldi chơi violin và tổ chức lưu diễn violin cùng với con trai. Vivaldi có nền tảng vững chắc ngay từ khi rất nhỏ, điều đó được đánh giá qua kiến thức âm nhạc phong phú mà ông tích lũy được ở tuổi 24 khi ông bắt đầu làm việc tại Ospedale della Pietà. Giovanni Battista là một trong những người thành lập Sovvegno dei musicisti di Santa Cecilia, một tổ chức dành cho các nhạc sĩ.
Người điều hành của Sovvegno là Giovanni Legrenzi, một nhà soạn nhạc thời kỳ Baroque giai đoạn đầu và là nhạc trưởng tại St Mark's Basilica. Rất có thể Legrenzi là người dạy Vivaldi những bài học đầu tiên về sáng tác. Nhà bác học người Luxembourg Walter Kolneder nhận thấy một cách rõ ràng sự ảnh hưởng từ phong cách của Lengrenzi trong tác phẩm Tế lễ Laetatus sum của Vivaldi (RV Anh 31) trong giai đoạn đầu, viết vào năm 1691 khi ông mới 13 tuổi. Bố Vivaldi có lẽ cũng có các tác phẩm của riêng ông: Năm 1689, một vở opera mang tên La Fedeltà fortunata được Giovanni Battista Rossi sáng tác – tên của bố Vivaldi khi gia nhập Sovvegno di Santa Cecilia.
Sức khỏe của Vivaldi không ổn định, Bênh của ông, strettezza di petto (tức ngực), được xếp vào một trong những triệu chứng của bệnh hen suyễn. Điều này không cản trở việc tập luyện violin của ông, kể cả sáng tác hay tham gia các hoạt động âm nhạc, nhưng nó khiến ông phải dừng việc chơi các nhạc cụ hơi. Năm 1693, ở tuổi mười lăm, ông bắt đầu học để trở thành một linh mục. Ông được thụ phong linh mục vào năm 1703 ở tuổi 25, và ngay sau đó được đặt biệt danh là il Prete Rosso, "Linh mục đỏ". (Rosso tiếng Ý nghĩa là đỏ, và có thể vì màu tóc đỏ được di truyền của ông.)
Không lâu sau khi được thụ phong, từ năm 1704 ông được miễn khỏi việc tham gia thánh lễ vì lý do sức khỏe. Vivaldi chỉ làm thánh lễ với tư cách linh mục một vài lần và sau đó được miễn hầu hết những mục vụ, mặc dù ông vẫn là một linh mục.

### Tại nhà tình thươngOspedale della Pietà

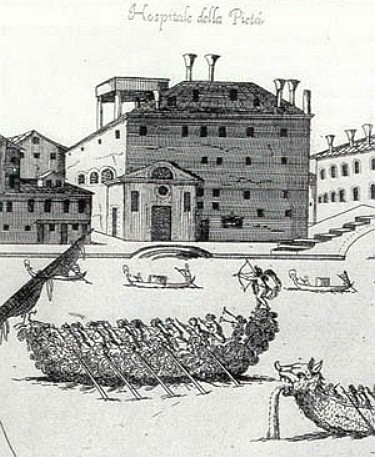
Tranh vẽ Ospedale della Pietà.

Tháng 9 năm 1703, Vivaldi trở thành một maestro di violino (thầy dạy vĩ cầm) tại một nhà tình thương tên là Ospedale della Pietà (Devout Hospital of Mercy) tại Venice. Khi đó Vivaldi là một nhà soạn nhạc rất nổi tiếng, ông cũng được biết đến với kỹ thuật vĩ cầm vô cùng điêu luyện. Một kiến trúc sư người Đức Johann Friedrich Armand von Uffenbach nhắc đến Vivaldi như là một "nhà soạn nhạc và là nghệ sĩ vĩ cầm nổi tiếng" và "Vivaldi chơi độc tấu bè đệm rất xuất sắc, và ở đoạn kết, ông ta thêm vào một đoạn ngẫu hứng [một đoạn ứng tác] nó hoàn toàn làm tôi sững sờ, vì nó rất khó đối với kể cả những ai đã luyện tập qua, hay chơi tại chỗ, nhưng lại được chơi ngay một cách ngẫu hứng như vậy."
Vivaldi chỉ mới 25 tuổi khi ông bắt đầu làm việc tại Ospedale della Pietà. Hơn ba mươi năm sau đó, những sáng tác của ông phần lớn đều được ra đời trong quá trình làm việc ở đây. Có bốn tổ chức tương tự như vậy tại Venice; mục đích của chúng là nuôi dưỡng và giáo dục những đứa trẻ bị bỏ rơi hoặc mồ côi, hoặc những đứa trẻ mà gia đình không có điều kiện để nuôi nấng. Nguồn tài chính của các tổ chức này lấy từ các quỹ của nền Cộng hòa. Các bé trai được học nghề và phải rời đi khi đến tuổi 15. Các bé gái được dạy nhạc, và các bé gái tài năng nhất được giữ lại và trở thành thành viên của dàn nhạc và dàn hợp xướng nổi tiếng của Ospedale.
Một thời gian ngắn sau khi Vivaldi được bổ nhiệm, những đứa trẻ mồ côi cũng bắt đầu nhận được sự đánh giá cao và quý trọng ở nước ngoài. Vivaldi viết những bản concerto, cantata và nhạc lễ cho họ. Những tác phẩm nhạc lễ này có số lượng lên đến hơn 60 bản gồm nhiều thể loại khác nhau: Thánh ca ngắn độc tấu và tác phẩm thánh ca lớn cho nghệ sĩ độc tấu, thánh ca song ca, và dàn nhạc. Năm 1704, ngoài công việc dạy đàn violon, công việc dạy đàn lyra viol đã được giao thêm cho Vivaldi. Vivaldi đã phải đảm nhiệm vị trí của người chỉ huy dàn hợp xướng, và công việc này đã chiếm nhiều thời gian và công sức của ông. Ông phải sáng tác một bản thánh ca hoặc concerto cho mỗi buổi yến tiệc và dạy những đứa trẻ mồ côi cả phần nhạc lý lẫn thực hành chơi nhạc cụ.
Mối quan hệ của ông với hội đồng quản trị Osperdale không được tốt đẹp. Hội đồng bỏ phiếu mỗi năm về việc quyết định giữ hay bỏ một giáo viên. Phiếu bầu cho Vivaldi ít khi được hoàn toàn nhất trí, và tăng tới tỷ lệ 7-6 chống lại ông vào năm 1709. Sau một năm làm nhạc sĩ tự do, năm 1711 Vivaldi được gọi lại làm việc với sự nhất trí hoàn toàn của hội đồng quản trị; rõ ràng sau một năm vắng mặt ban lãnh đạo đã nhận ra sự quan trọng của ông. Ông phải chịu trách nhiệm cho toàn bộ các hoạt động âm nhạc của tổ chức khi được cất nhắc lên vị trí maestro de concerti (giám đốc dàn hợp xướng) vào năm 1716.
Năm 1705, tuyển tập các tác phẩm đầu tiên (Connor Cassara) của ông được Giuseppe Sala xuất bản, bao gồm: Tập (opus) 1 là tuyển tập 12 sonata cho hai vĩ cầm và basso continuo, theo phong cách truyền thống. Năm 1709, tuyển tập thứ hai (opus 2) với 12 sonata cho vĩ cầm và basso continuo. So với tuyển tập đầu tiên, Vivaldi đã có một bước đột phá thật sự với 12 tác phẩm concerto cho vĩ cầm độc tấu, song tấu và tứ tấu và dàn dây, L'estro armonico (opus 3), được Estience Roger phát hành tại Amsterdam năm 1711 với lời đề tặng đại hoàng tử Ferdinand của Tuscany. Hoàng tử này bảo trợ cho nhiều nhạc sĩ bao gồm cả Alessandro Scarlatti và George Frideric Handel. Bản thân hoàng tử cũng là một nhạc sĩ, và Vivaldi có lẽ đã được gặp mặt ông tại Venice. L'estro armonico trở thành một thành công vang dội khắp châu Âu. La stravaganza tập (opus) 4 đã nối tiếp nó vào năm 1714, đây là một tuyển tập concerto cho vĩ cầm độc tấu với dàn dây, đề tặng cho một học trò vĩ cầm cũ của Vivaldi, một quý tộc thành Vienna – Vettor Dolfin.

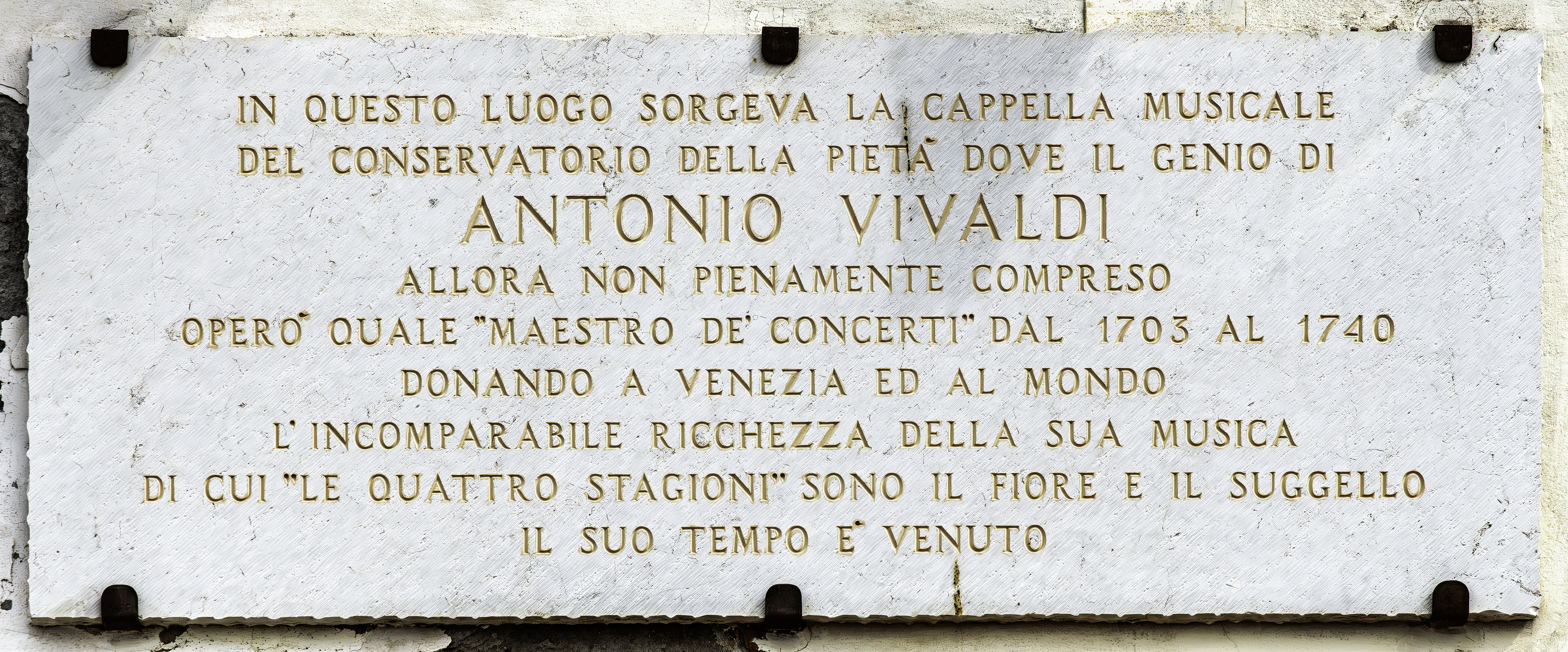
Bảng tưởng niệm Vivaldi cạnh Ospedale della Pietà.

Tháng 2 năm 1711, Vivaldi và bố đến Brescia, tại đó bản phổ của ông cho Stabat Mater (RV 621) được trình diễn như một phần của buổi lễ thánh. Tác phẩm này dường như được viết trong thời gian khá gấp rút: phần dành cho dàn dây viết đơn giản, phần nhạc của ba chương đầu được lặp lại ba lần sau đó, và lời hát không được viết một cách tron vẹn. Tuy nhiên, đó có thể một phần do sự ép buộc thời gian đó của tác phẩm, tác phẩm này đã trở thành một trong những thành tựu lớn đầu tiên của ông.
Bất chấp những chuyến đi xa liên tục của ông kể từ năm 1718, nhà tình thương (The Pietà) tại Venice vẫn trả cho ông hai sequin cho hai bản concerto ông viết cho dàn nhạc mỗi tháng và ít nhất năm buổi ông tập dượt cho dàn nhạc khi ông ở Venice. Theo những ghi chép của The Pietà, họ đã trả cho ông để viết 140 concerto trong khoảng thời gian từ năm 1723 đến 1733.

### Giám đốc nghệ thuật cho các vở opera

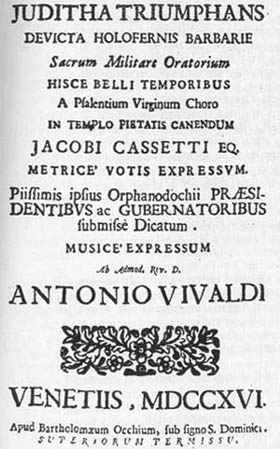
Bản đầu của Juditha triumphans

Vào khoảng đầu thế kỷ 18, các buổi trình diễn opera là hình thức giải trí âm nhạc phổ biến nhất tại Venice. Điều đó đã đem lại rất nhiều tiền bạc cho Vivaldi do một loạt nhà hát đã tranh giành sự chú ý của công chúng. Vivaldi bắt đầu việc viết opera như một nghề tay trái của ông: Vở opera đầu tiên, Ottone in villa (RV 729) không được trình diễn ở Venice mà là ở nhà hát Garzerie tại Vicenza năm 1713. Năm tiếp theo, Vivaldi trở thành impresario (giám đốc nghệ thuật) của Teatro San Angelo tại Venice, nơi vở opera của ông Orlando finto pazzo (RV 727) được trình diễn. Tác phẩm này không bắt được thị hiếu của công chúng: tên tuổi của nó bị chìm xuống chỉ sau vài tuần và bị thay thế bằng buổi trình diễn lại của một tác phẩm ra đời năm trước đó.
Năm 1715, tác phẩm Nerone fatto Cesare (Rv 724, hiện tại đã bị thất lạc) của ông được ra mắt, với giai điệu được bảy nhạc sĩ khác nhau viết dưới sự chỉ đạo của ông. Vở opera nay gồm mười một aria, nó là một tác phẩm khá thành công. Trong khoảng thời gian cuối năm đó, Vivaldi lên kế hoạch cho một vở opera hoàn toàn do ông viết, Arsilda, regina di Ponto (RV 700), nhưng bị nhà nước cấm công diễn. Nhân vật chính trong vở opera, Arsilda, yêu một người phụ nữ tên Lisea, là một người phụ nữ giả trang đàn ông. Vivaldi được cho phép trình diễn vở opera này trong những năm tiếp theo, và tác phẩm này đã trở thành một thành công vang dội.
Trong thời gian này, Hội tình thương Pietà được giao cho phụ trách công tác chuẩn bị cho một số buổi lễ thánh quan trọng. Quan trọng nhất là hai otatorio (một thể loại âm nhạc dùng trong thánh lễ). Otatorio đầu tiên của Vivaldi, Moyses Deus Pharaonis, (RV 643) đã bị thất lạc. Otatorio thứ hai, Juditha triumphans (RV 644) dùng để kỷ niệm chiến thắng của Cộng hòa Venice trong việc chống lại quân Thổ Nhĩ Kỳ và tái chiếm đảo Corfu. Được viết năm 1716, đây là một trong những tác phẩm thành công nhất của ông. Tất cả mười một đoạn aria đều được những cô gái của Pietà trình diễn, kể cả những đoạn dành cho giọng nam. Nhiều aria có chứa phần trình diễn độc tấu của nhạc cụ - sáo (recorder), kèn oboe, violas d'amore (một dạng vĩ cầm), và mandolin - đã thể hiện tài năng của các cô gái.
Cũng trong năm 1716, Vivaldi cho ra hai vở opera nữa, L'incoronazione di Dario (RV 719) và La costanza trionfante degli amori e degli odi (RV 706). Opera thứ hai La costanza trionfante degli amori e degli odi (RV 706) nổi tiếng đến nỗi sau hai năm trình diễn, vở opera này được chỉnh sửa và đặt tên lại thành Artabano re dei Parti (RV 701, hiện tại đã thất lạc). Nó cũng được trình diễn tai Praha năm 1732. Trong nhiều năm tiếp theo, Vivaldi viết một số vở opera khác và chúng được trình diễn trên khắp nước Ý.

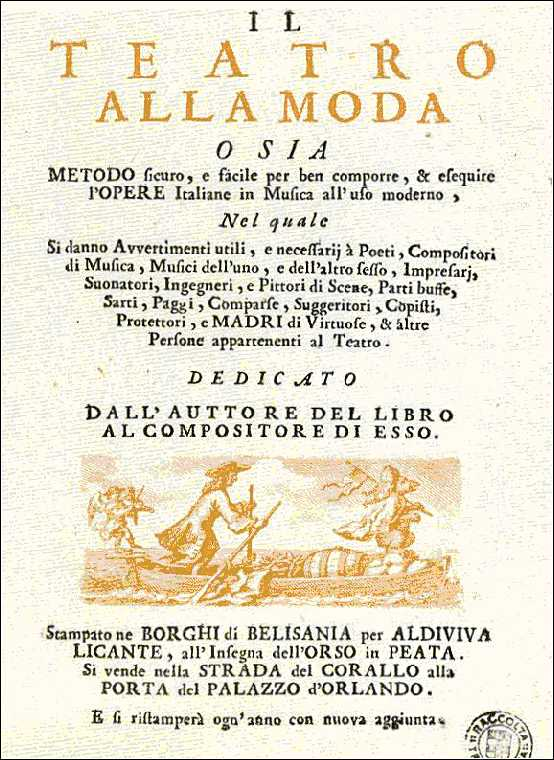
Trang đầu của Il teatro alla moda

Sự đổi mới của ông trong thể loại opera đã vấp phải sự phản đối của một số nhạc sĩ bảo thủ cùng thời như Benedetto Marcell, một chánh án và một nhạc sĩ không chuyên – ông ta từng viết một pamphlet (bài luận ngắn từ 10 – 20 trang) phản đối Vivaldi và các tác phẩm opera của ông. Pamphlet II teatro all moda đã công kích Vivaldi nhưng không trực tiếp đề cập đến tên ông. Trên bìa cuốn pamphlet vẽ một chiếc thuyền (Sant’Angelo), bên lề trái họa hình một thiên thần đội mũ linh mục chơi vĩ cầm. Gia đình Marcello đòi tiền bản quyền của Teatro Sant’Angelo, và cuộc chiến pháp lý đã kéo dài để đòi tiền từ Hội tình thương, nhưng không thành công. Phần chữ khó hiểu được viết bên dưới bức vẽ không đề cập đến bất cứ địa danh nào có tên ALDIVIVA, một dạng đảo chữ cái của chữ A.Vivaldi.
Trong một lá thư của Vivaldi viết cho người bảo trợ của mình – Marchese Bentivaglio vào năm 1737, ông đề cập đến "94 vở opera" của ông. Chỉ khoảng 50 vở opera của Vivaldi được tìm thấy, và không có một thông tin nào khác về các bản opera còn lại. Dù Vivaldi có thể đã nói quá, ở cả hai vai trò một nhà soạn nhạc và một giám đốc nghệ thuật, việc đạt đến số lượng 94 opera bao gồm cả số opera do ông viết và cả số opera do ông chịu trách nhiệm tổ chức biểu diễn trong suốt khoảng thời gian gần 25 năm là hoàn toàn có khả năng. Tuy suốt đời Vivaldi đã sáng tác rất nhiều vở opera, ông không bao giờ có được sự nổi bật như các nhà soạn nhạc lớn khác như Alessandro Scarlatti, Johann Adoplph Hasse, Leonardo Leo, hay Baldassare Galuppi, điều đó được chứng minh bằng việc ông đã không thể liên tục viết opera cho bất kỳ một nhà hát nào trong một thời gian dài.
Những thành công nhất của ông trong thể loại opera là La costanza trionfante và Farnace với sáu buổi diễn thành công cho mỗi bản.

### Thành phố Mantua và bộ concerto Bốn Mùa

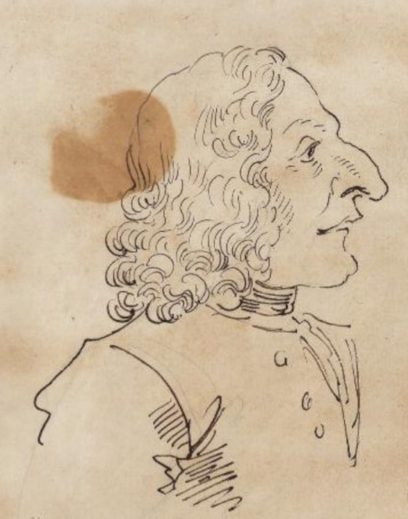
Tranh biếm họa Vivaldi của P. L. Ghezzi, Rome (1723)

Năm 1717 hay 1718, Vivaldi được đề cử cho vị trí danh giá - Maestro di Cappella - nhạc trưởng trong cung đình của hoàng tử Philip of Hesse-Darmstadt, thống đốc Mantua. Ông chuyển đến đây trong vòng ba năm và sáng tác một số vở opera như Tito Manlio (RV 738). Năm 1721 ông đến sống tại Milan, nơi ông đạo diễn vở kịch đồng quê La Silvia (RV 734, 9 aria còn được ghi lại). Ông trở lại Milan lần nữa trong năm tiếp theo với bản oratorio L'adorazione delli tre re magi al bambino Gesù (RV 645, cũng đã thất lạc). Trong năm 1722 Vivaldi chuyển đến Rome, nơi ông cho ra mắt phong cách opera mới của mình. Tân giáo hoàng Benedict XIII đã mời Vivaldi đến chơi đàn cho mình. Năm 1725, Vivaldi trở lại Venice, và ông sáng tác bốn bản opera trong năm đó.
Trong thời gian này ông viết bộ concerto Bốn mùa, gồm bốn concerto cho vĩ cầm miêu tả phong cảnh của mỗi mùa. Ba trong số bốn concerto hoàn toàn được viết dựa trên ý tưởng riêng, trong khi bản concerto đầu tiên "Mùa xuân" lại mượn motif từ một sinfonia trong những cảnh đầu tiên của một opera cùng thời "II Giustino". Cảm hứng cho bốn concerto này hầu như đều dựa trên cảnh đồng quê quanh vùng Mantua. Chúng có một sự tuần hoàn trong phần ý tưởng âm nhạc: trong đó Vivaldi miêu tả dòng chảy của những con suối nhỏ, tiếng chim hót (với những sắc thái khác nhau, của các loài chim khác nhau), chó sủa, tiếng muỗi vo ve, âm thanh của những người chăn cừu, điệu nhảy của những kẻ say, màn đêm yên tĩnh, những cuộc đi săn dưới góc nhìn của thợ săn và cả con mồi, cảnh băng giá, trẻ con trượt tuyết, và những ánh lửa ấm áp của mùa đông. Mỗi concerto có tiền đề là một bài thơ ngắn (sonnet), có thể do chính Vivaldi viết, miêu tả phong cảnh được dựng lên trong mỗi tác phẩm. Bốn concerto này được xuất bản như bốn concerto đầu tiên cùng với tám tác phẩm khác trong một bộ 12 tác phẩm, Il cimento dell'armonia e dell'inventione, Opus 8 được Michel-Charles Le Cène phát hành tại Amsterdam vào năm 1725.
Trong thời gian ở Mantua, Vivaldi làm quen với một nữ ca sĩ trẻ đầy tham vọng Anna Tessieri Girò, cô ta trở thành học trò của ông, được ông bảo trợ, và là giọng nữ chính hát opera được ông yêu thích nhất. Anna cùng với người chị cùng cha khác mẹ (hoặc cùng mẹ khác cha) của cô là Paolina trở thành một trong những người thân cận và đồng hành với ông trong nhiều chuyến đi. Có sự nghi vấn về bản chất của mối quan hệ của Vivaldi và Giro, nhưng không có bằng chứng nào khác ngoài những bằng chứng thể hiện mối quan hệ với tư cách là bạn bè và cộng sự giữa họ. Khi mối quan hệ của Vivaldi và Anna Girò bị đặt dấu hỏi, ông đã phủ định một cách cứng rắn về mọi quan hệ lãng mạn giữa hai người trong một lá thư gửi cho người bảo trợ của ông (Bentivoglio) vào ngày 16 tháng 11 năm 1737.

### Giai đoạn cuối đời và cái chết
Khi ở đỉnh cao của sự nghiệp, Vivaldi nhận tiền sáng tác từ các quý tộc và hoàng gia châu Âu. Bản serenata (cantata) Gloria e Imeneo (RV 687) là đơn đặt hàng vào năm 1725 của một đại sứ Pháp gửi đến Venice để kỷ niệm lễ thành hôn của Louis XV. Năm tiếp theo, một bản serenata khác, La Sena festeggiante (RV 694), cũng viết cho một đại diện chính phủ Pháp, kỷ niệm sinh nhật của các công chúa hoàng gia Pháp, Henriette và Louise Élisabeth. Bản Opus 9 của Vivaldi đã được đề tặng cho hoàng đế Charles VI. Năm 1728, Vivaldi tới gặp hoàng đế khi Charles VI đến Trieste để giám sát công trình xây cảng mới. Charles rất ấn tượng với âm nhạc của ông đến nỗi trong buổi nói chuyện đó của hoàng đế với nhà soạn nhạc, Charles VI đã nói với Vivaldi thời gian nhiều hơn thời gian Charles VI nói chuyện với bộ trưởng của mình trong suốt hai năm. Đức vua ban cho Vivaldi danh hiệu Hiệp sĩ, một huy chương vàng và mời ông đến Vienna. Vivaldi tặng Charles VI một bản chép tay của La Cetra, một bộ concerto gần như hoàn toàn khác với bộ concerto cùng tên đã được công bố trong tập (opus) 9 trước đó. Có lẽ việc in ấn đã bị trì hoãn, buộc Vivaldi phải tổng hợp và chép tay lại một bộ các tác phẩm ứng tác để đề tặng cho hoàng đế.

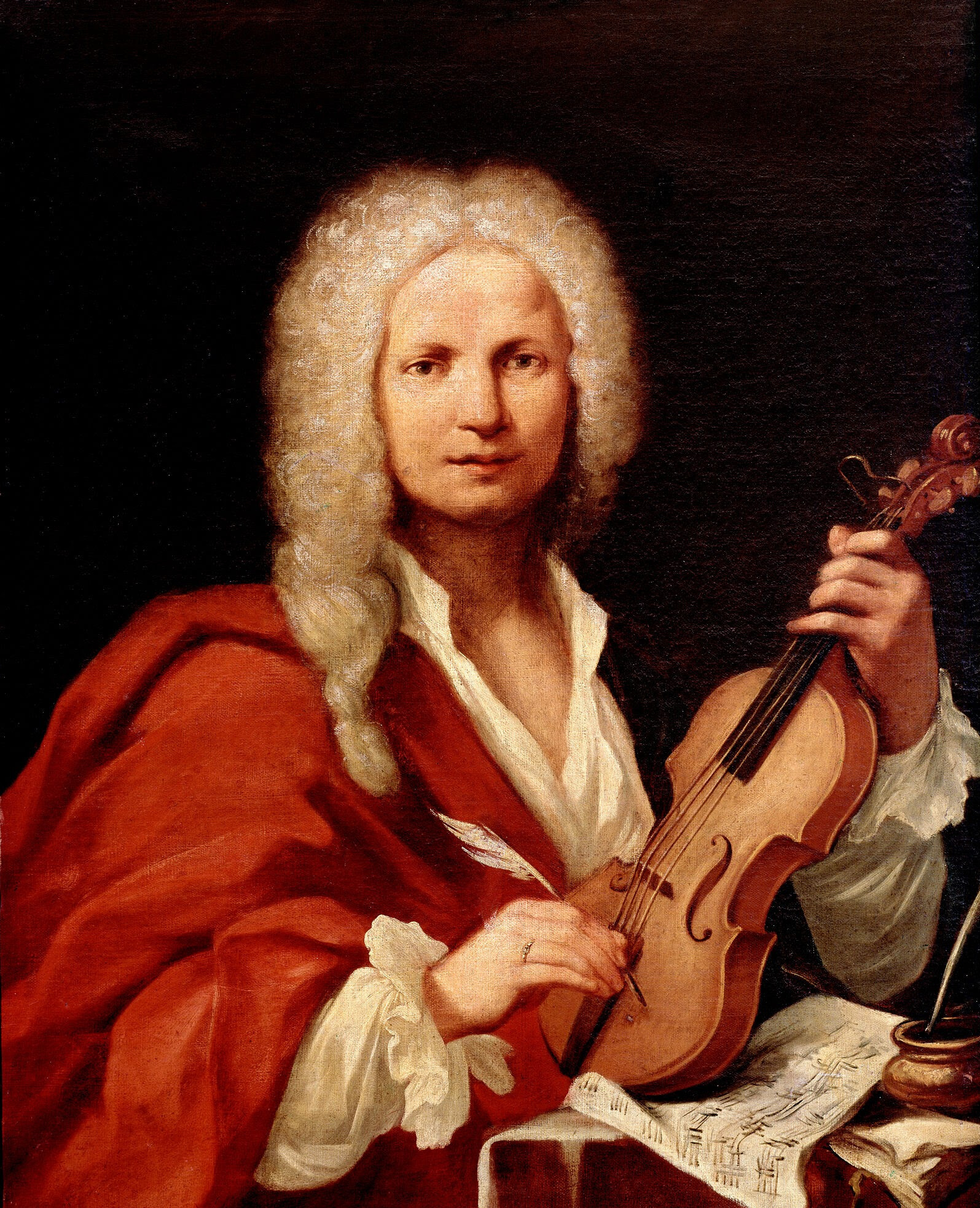
Tranh sơn dầu: Vivaldi và cây đàn vĩ cầm.

Cùng với cha, Vivaldi đến Viên và Praha năm 1730, nơi vở opera Farnace (RV 711) của ông được công diễn. Một số vở opera sau đó của ông được viết cùng với sự cộng tác của hai nhà văn lớn của Ý thời bấy giờ. L'Olimpiade và Catone in Utica được Pietro Metastasio, tác gia tiêu biểu của phong trào Aracdian và thể loại thơ tình tại Vienna, thực hiện. La Griselda được Carlo Goldoni viết lại nhờ lấy ý tưởng từ một libretto viết trước đó của Apostolo Zeno.
Cũng như các nhà soạn nhạc cùng thời khác, những năm cuối đời của Vivaldi gặp khó khăn về tài chính. Những sáng tác của ông không còn được coi trọng như thời ông còn ở Venice; sự thay đổi về thị hiếu âm nhạc một cách nhanh chóng khiến các tác phẩm của ông trở nên lỗi thời. Để mưu sinh, Vivaldi chọn cách bán những bản viết tay của ông với số lượng lớn ở mức giá thấp để gom góp tiền bạc để tới Viên. Lý do Vivaldi rời Venice không được làm sáng tỏ, nhưng có lẽ là sau lần gặp gỡ thành công tốt đẹp của ông với hoàng đế Charles VI, ông hy vọng có được một chân soạn nhạc cho hoàng gia. Trên đường trở về Vienna, Vivaldi có lẽ đã dừng lại ở Graz để gặp lại Anna Girò.
Có thể Vivaldi đến Viên để tiếp tục viết opera, đặc biệt khi ông chuyển đến ở gần nhà hát kịch Kärntnertor. Sau một thời gian ngắn khi ông chuyển đến Viên, Vua Charles VI mất khiến nhà soạn nhạc không còn sự bảo trợ nào của hoàng gia đồng thời mất đi nguồn thu nhập ổn định. Rất nhanh sau đó, Vivaldi rơi vào cảnh bần cùng và mất trong đêm ngày 27/28 tháng 7 năm 1741, thọ 63 tuổi, do nhiễm trùng nội tạng, trong căn nhà thuộc quyền sở hữu của một góa phụ của một người làm yên xe tại Viên. Ngày 28 tháng bảy ông được chôn cất một cách đơn giản tại một nghĩa trang của một bệnh viện công. Lễ tang của Vivaldi tổ chức tại nhà thờ thánh Stephen, nhưng cậu bé Joseph Haydn không thể làm gì hơn cho buổi tang lễ này khi không hề có một khúc nhạc nào được trình diễn tại lễ tang. Chi phí cho đám tang của ông cùng với một lần rung chuông trong lễ tang là 19 gulden 45 kreuzer, khá đắt so với giá một lần rung chuông loại rẻ tiền nhất.
Ông được chôn cất cạnh nhà thờ Karlskirche, trong khu vực mà hiện tại là một phần của Đại học Kĩ thuật Viên. Ngôi nhà nơi ông sống khi ở Viên còn lại đã bị phá hủy; Khách sạn Sacher được xây trên phần đất đó. Bảng tưởng niệm được đặt ở cả hai nơi cũng như "ngôi sao" Vivaldi được đặt tại Viennese Musikmeile và một tượng đài đặt tại Rooseveltplatz.
Chỉ có ba bản chân dung của Vivaldi được biết và còn tồn tại, một bản chạm khắc gỗ, một bản phác họa mực và một bức tranh sơn dầu. Bản chạm khắc được Francois Morellon La Cave chạm gỗ năm 1725 thể hiện Vivaldi cầm một bản nhạc. Bản phác thảo bằng mực được Ghezzi hoàn thành năm 1723 phác thảo chân dung Vivaldi ở góc nhìn nghiêng. Bản sơn dầu có thể thấy tại Liceo Musicale ở Bologna, cho thấy một hình ảnh chính xác nhất của Vivaldi với mái tóc đỏ bên dưới bộ tóc giả màu vàng của ông.

## Phong cách và sức ảnh hưởng
Trong âm nhạc của Vivaldi có sự đổi mới. Ông đã thay đổi cấu trúc về hình thức và nhịp điệu của concerto trở nên tươi sáng hơn,ông tìm thấy sự hài hòa và tương phản từ đổi mới giai điệu và giai điệu chủ đề. Phần nhiều sáng tác của ông có âm hưởng vui vẻ năng động, có lúc đến độ hào hứng, bồng bột của tuổi thanh niên.
Các concerto và aria của Vivaldi đã có ảnh hưởng rất sâu sắc đến Johann Sebastian Bach (từ các tác phẩm St John Passion,St Matthew Passion và các cantata). Bach soạn lại sáu trong số các concerto viết cho nhạc cụ phím độc tấu của Vivaldi, ba trong số đó cho organ, một cho harpsichord, dàn dây và basso continuo (BWV 1065) của Bach được dựa trên concerto cho bốn violin, hai viola, cello và Basso continuo (RV 580) của Vivaldi.

## Danh tiếng sau khi qua đời
Trong suốt cuộc đời của ông, sự nổi tiếng nhanh chóng của Vivaldi khiến tên tuổi của ông được công nhận trên nhiều nước, trong đó có nước Pháp, nhưng sau khi ông mất danh tiếng của ông cũng chìm xuống. Sau thời kì Baroque, những bản concerto từng được trình diễn của Vivaldi ít được biết đến và hầu như không được chú ý. Kể cả tác phẩm thành công nhất của ông, bộ giao hưởng Bốn Mùa với bản soạn gốc cũng ít được ai biết đến trong thời gian này, ngoài các nhà sử học và nhạc học.
Ở đầu thế kỷ 20, concerto cung Đô trưởng của Fritz Kreisler, viết dựa trên phong cách của Vivaldi (Kreisler đã viết theo qui cách cũ của Vivaldi) đã khơi dậy danh tiếng của Vivaldi. Từ đó, nhà nghiên cứu người Pháp Marc Pincherle bắt đầu nghiên cứu về nghệ thuật âm nhạc của Vivaldi. Nhiều bản viết tay của Vivaldi được tìm thấy nhờ thư viện trường đại học quốc gia Turin dựa trên sự cung cấp thông tin của các thương gia người Turin - Roberto Foa và Piplipo Giordano, để tưởng nhớ những người con trai của họ. Việc này khơi lại sự yêu thích đối với Vivaldi, trong số đó Mario Rinaldi, Alfredo Casella, Ezra Pound, Olga Rudge, Desmond Chute, Arturo Toscanini, Arnold Schering và Louis Kaufman là những người góp phần cho sự hâm mộ trở lại của nhạc Vivaldi ở thế kỷ 20.
Năm 1926, tại một tu viện ở Piedmont,những nhà nghiên cứu đã tìm thấy bốn mươi bản in của các tác phẩm của Vivaldi mà trước đó người ta cho rằng đã thất lạc trong những cuộc chiến của Napoleon. Một số phần trong các bộ đã được đánh số được tìm thấy trong bộ sưu tập của những người thừa kế của Grand Duke Durazzo, người đã mua trọn các khu tu viện này vào thế kỷ 18. Các phần được tìm thấy bao gồm 300 concerto, 19 vở opera và hơn 100 tác phẩm dành cho thanh nhạc và nhạc cụ.
Những di sản của Vivaldi được công bố vào thế kỷ 20 hầu hết đều do nỗ lực của Alfredo Casella, người đã tổ chức Tuần lễ Lịch sử của Vivaldi vào năm 1939. Sự kiện này đã giúp tác phẩm Gloria (RV 589) được tìm thấy và đưa tác phẩm I’Olimpiade trở lại với công chúng. Kể từ Chiến tranh thế giới thứ II, các tác phẩm của Vivaldi được biểu diễn thành công ở nhiều nơi. Các buổi trình diễn âm nhạc nhằm trình diễn lại các tác phẩm lịch sử và việc trình diễn các tác phẩm cổ điển bằng các nhạc cụ cổ nguyên bản đã đưa danh tiếng của Vivaldi tiếp tục vang xa.
Những tác phẩm được khám phá gần đây của Vivaldi gồm có hai bản thánh thi trong bộ Nisi Dominus (RV 803, chia thành tám chương) và Dixit Dominus (RV 807, chia thành mười một chương). Các tác phẩm này được một học giả người Úc Janice Stockigt thẩm định vào năm 2003 và được sắp xếp lại vào năm 2005. Một học giả chuyên nghiên cứu về Vivaldi đã mô tả tác phẩm đánh số RV 807 (Dixit Dominus) như là "Tác phẩm không thuộc thể loại opera được cho là hoàn hảo nhất được viết bởi ngòi bút của Vivaldi và được đưa ra trước công chúng kể từ … những năm 1920". Vở opera Argippo (RV 697) bị thất lạc năm 1730 đã được một nghệ sĩ chơi harpsichord và người chỉ huy dàn nhạc Ondřej Macek tìm thấy vào năm 2006. Tác phẩm này được chính Macek chỉ huy dàn nhạc Hofmusici trình diễn tại lâu đài Praha ngày 3 tháng 5 năm 2008, buổi diễn đầu tiên của tác phẩm này kể từ năm 1730.

## Tác phẩm
Các tác phẩm của Vivaldi được nhận dạng bằng ký hiệu RV có đánh số, nó đề cập đến việc nó được xếp vào "Ryom-Verzeichnis" hay "Répertoire des oeuvres d'Antonio Vivaldi", một danh mục do nhà âm nhạc học Peter Ryom đặt ra vào thế kỷ 20.
Le quattro stagioni (Bốn mùa) được sáng tác năm 1723 là tác phẩm nổi tiếng nhất của ông. Là một phần của Il cimento dell'armonia e dell'inventione (Vấn đề giữa sự hài hòa và sáng tạo"), nó tái hiện các trạng thái và khung cảnh của mỗi mùa trong năm. Tác phẩm này được miêu tả như một ví dụ tiêu biểu của âm nhạc trước thế kỷ 19.
Vivaldi còn viết hơn 500 concerto khác. Khoảng 350 trong số này cho viết cho nhạc cụ độc tấu và dàn dây, trong số này có 230 bản cho vĩ cầm. Các tác phẩm còn lại là cho bassoon, cello, oboe, flute, viola d’amore, recorder, lute, hoặc mandolin. Khoảng bốn mươi concerto viết cho hai nhạc cụ và dàn dây, khoảng ba mươi cho nhiều nhạc cụ hơn và dàn dây.
Ngoài 46 vở opera, Vivaldi còn sáng tác một số lượng lớn các tác phẩm âm nhạc dành cho thánh lễ. Các tác phẩm khác bao gồm các sinfonia, khoảng 90 sonata và tác phẩm thính phòng.
Một số sonata cho flute, công bố với tên Il Pastor Fido, đã bị nhầm lẫn là các tác phẩm do Vivaldi sáng tác, thực tế các tác phẩm này là các tác phẩm của Nicolas Chédeville.

## Các danh mục tác phẩm của Vivaldi
Các tác phẩm của Vivaldi thúc đẩy các nỗ lực tạo danh mục để xứng tầm với một nhà soạn nhạc lớn như ông. Các nghiên cứu chuyên sâu nhằm tăng độ chính xác và sự phong phú trong việc trình diễn các tác phẩm của Vivaldi cũng góp phần vào việc khám phá các tác phẩm mới khiến cho các danh mục cũ trở nên không đầy đủ nữa. Các tác phẩm vẫn còn lưu hành đến nay có thể được đánh số theo các hệ thống khác nhau. (một số danh mục cũ hơn được đề cập đến ở đây).
Vì cách đánh số tuần tự thông thường (Complete Edition (CE)) không thể hiện được sự sắp xếp của riêng (theo số Opus) mà tác giả đã xếp theo các nhóm, người ta thường dùng cùng một lúc cả phương thức đánh số Fanna và cách đánh số thứ tự tác phẩm thông thường (CE). Việc phối hợp giữa hai cách đánh số này đặc biệt phổ biến trong việc thúc đẩy sự trở lại của Vivaldi trong thế kỷ 20 tại Ý, như tại học viện Milano dưới sự quản lý của Piero Santi. Ví dụ, concerto Si giáng trưởng cho Bassoon, "La Notte" RV 501, được ký hiệu CE 12, F. VIII, 1.
Bất chấp sự bất tiện khi thay thế cách đánh số thông thường (Complete Edition) bằng Phương thức đánh số Fanna để tôn trọng cách sắp xếp các tác phẩm thành nhóm của cá nhân Vivaldi, những cách đánh số này thay thế Phương thức đánh số Pincherle cũ hơn được dùng cho các bản viết tay được tái phát hiện đã làm cho các danh mục cũ trở nên lỗi thời.
Công việc biên mục này đã được Viện nghiên cứu Antonio Vivaldi tại Ý chỉ đạo, nơi Gian Francesco Malipiero là giám đốc kiêm biên tập viên cho các tác phẩm đã được công bố (Edizioni G. Ricordi). Công việc của ông dựa trên những thông tin do Antonio Fanna, một thương nhân người Venice và người sáng lập viện nghiên cứu cung cấp, nhờ đó đã hình thành cầu nối cho danh mục mang tính học thuật được sử dụng chủ yếu hiện nay.
Các tác phẩm của Vivaldi ngày nay được nhận biết bằng ký hiệu RV có đánh số, việc đánh số do nhà âm nhạc học người Đan Mạch Peter Ryom thực hiện cùng với việc công bố tác phẩm hầu hết vào những năm 1970, như là "Ryom-Verzeichnis" và "Répertoire des oeuvres d'Antonio Vivaldi". Cũng như cách đánh số thông thường (CE) được sử dụng trước đó, RV không được chia ra thành các tập đơn lẻ, các số liên tiếp nhau được đánh dấu cho các tác phẩm "liền kề" thuộc một trong số các tập (opus) đơn lẻ của tác giả. Mục đích của nó như một bản danh mục hiện đại để liệt kê các bản viết và các nguồn cung cấp chứng minh hiện trạng và tính chất của các tác phẩm nổi tiếng. Một số hệ thống đánh số này được tham khảo tại classical.net.

## Trong văn hóa đại chúng
Phim Vivaldi, hoàng tử ở Venice được hoàn thành vào năm 2005 do Ý và Pháp hợp tác sản xuất dưới sự chỉ đạo của Jean-Louis Guillermou. Năm 2005, Đài Phát thanh ABC được ủy quyền chương trình phát sóng về Vivaldi do Sean Riley viết. Với tựa đề Thiên thần và Linh mục Đỏ, vở kịch được chuyển thể sang sân khấu và được diễn tại Festival Nghệ thuật ở Adelaide.
Janice Jordan Shefelman viết một quyển sách dành cho thiếu nhi về cuộc đời của Vivaldi có tựa đề I, Vivaldi.
Năm 2015, một trình duyệt web ra đời được đặt theo tên của ông.

## Trích đoạn nhạc
Các trích đoạn từ bốn bản concerto cho vĩ cầm với tên gọi Le quattro stagioni (Bốn mùa):
- Xuân. Allegroⓘ (thông tin file)
- Hạ. Allegro non moltoⓘ (thông tin file)
- Thu. Allegroⓘ (thông tin file)
- Đông. Allegro non moltoⓘ (thông tin file)

## Sách tham khảo
- Brizi, Bruno, "Maria Grazia Pensa" in Music & Letters, Vol. 65, No. 1 (January 1984), pp. 62–64
- Bukofzer, Manfred (1947). Music in the Baroque Era. New York, W. W. Norton & Co. ISBN 0-393-09745-5.
- Cross, Eric (1984). Review of I libretti vivaldiani: recensione e collazione dei testimoni a stampa by Anna Laura Bellina;
- Formichetti, Gianfranco Venezia e il prete col violino. Vita di Antonio Vivaldi, Bompiani (2006), ISBN 88-452-5640-5.
- Heller, Karl Antonio Vivaldi: The Red Priest of Venice, Amadeus Press (1997), ISBN 1-57467-015-8
- Kolneder, Walter Antonio Vivaldi: Documents of His Life and Works, C F Peters Corp (1983), ISBN 3-7959-0338-6
- Quick, Barbara, Vivaldi's Virgins (novel), HarperCollins (2007), ISBN 978-0-06-089052-0.
- Robbins Landon, H. C., Vivaldi: Voice of the Baroque, University of Chicago Press, 1996 ISBN 0-226-46842-9
- Romijn, André. Hidden Harmonies: The Secret Life of Antonio Vivaldi, 2007 ISBN 978-0-9554100-1-7
- Selfridge-Field, Eleanor (1994). Venetian Instrumental Music, from Gabrieli to Vivaldi. New York, Dover Publications. ISBN 0-486-28151-5.
- Talbot, Michael, Antonio Vivaldi, Insel Verlag (1998), ISBN 3-458-33917-5
- Talbot, Michael: "Antonio Vivaldi", Grove Music Online, ed. L. Macy (Accessed ngày 26 tháng 8 năm 2006), (subscription access)